# Бердышев, Геннадий Дмитриевич
Геннадий Дмитриевич Бердышев (7 ноября 1930 — 14 февраля 2016) — советский и украинский биолог, генетик. Доктор медицинских наук (1989), доктор биологических наук (1973), профессор (1973).

## Биография
Родился в 1930 году в селе Каштаково, Кожевниковский район, Томская область, РСФСР.
В 1955 году после окончания Томского медицинского института работал научным сотрудником в Институте цитологии и генетики Сибирского отделения АН СССР (1961—1968). В 1960 году завершил обучение на историко-филологическом факультете Томского университета.
С 1968 года — доцент Киевского университета. С 1971 года заведовал кафедрой общей и молекулярной генетики Киевского университета им. Тараса Шевченко. С 1985 года — профессор этой кафедры. В 2001—2004 годах — ведущий научный сотрудник биологического факультета университета. Его научная деятельность связана с разработкой проблем охраны генофонда, экологии и геронтологии.
Известен стал в связи с собственными противоречивыми заявлениями относительно ряда ненаучных гипотез: телегонии, креационизма, «пирамидологии», уфологии и тому подобное. Председатель «Украинского общества пирамидологов». Пропагандировал так называемую «воду Бердышева». Был участником антиэволюционного движения в Киеве. Написал книгу воспоминаний, в которой обвинил выдающихся украинских генетиков и биологов в национальной сегрегации.